# 서울 흐림 한때 비
"서울 흐림 한때 비"는 1986년에 개봉한 대한민국의 영화이다.

## 캐스팅
- 김진아 : 다비 역
- 신성일
- 손창호
- 전무송
- 최봉
- 김희라
- 나종미
- 이준호
- 윤미선
- 김애경
- 추석양
- 박예숙
- 주상호
- 장인한
- 강태기
- 백윤식
- 양재성
- 김윤형
- 문회원
- 허기호
- 홍순창
- 조영이
- 밴드'주사위'